# Distrito de Colán

El distrito de Colán es uno de los siete que conforman la provincia de Paita ubicada en el departamento de Piura en el Norte del Perú. Su capital es la localidad de Pueblo Nuevo de Colán, sin embargo su localidad más antigua y la que le da el nombre al distrito es Colán.

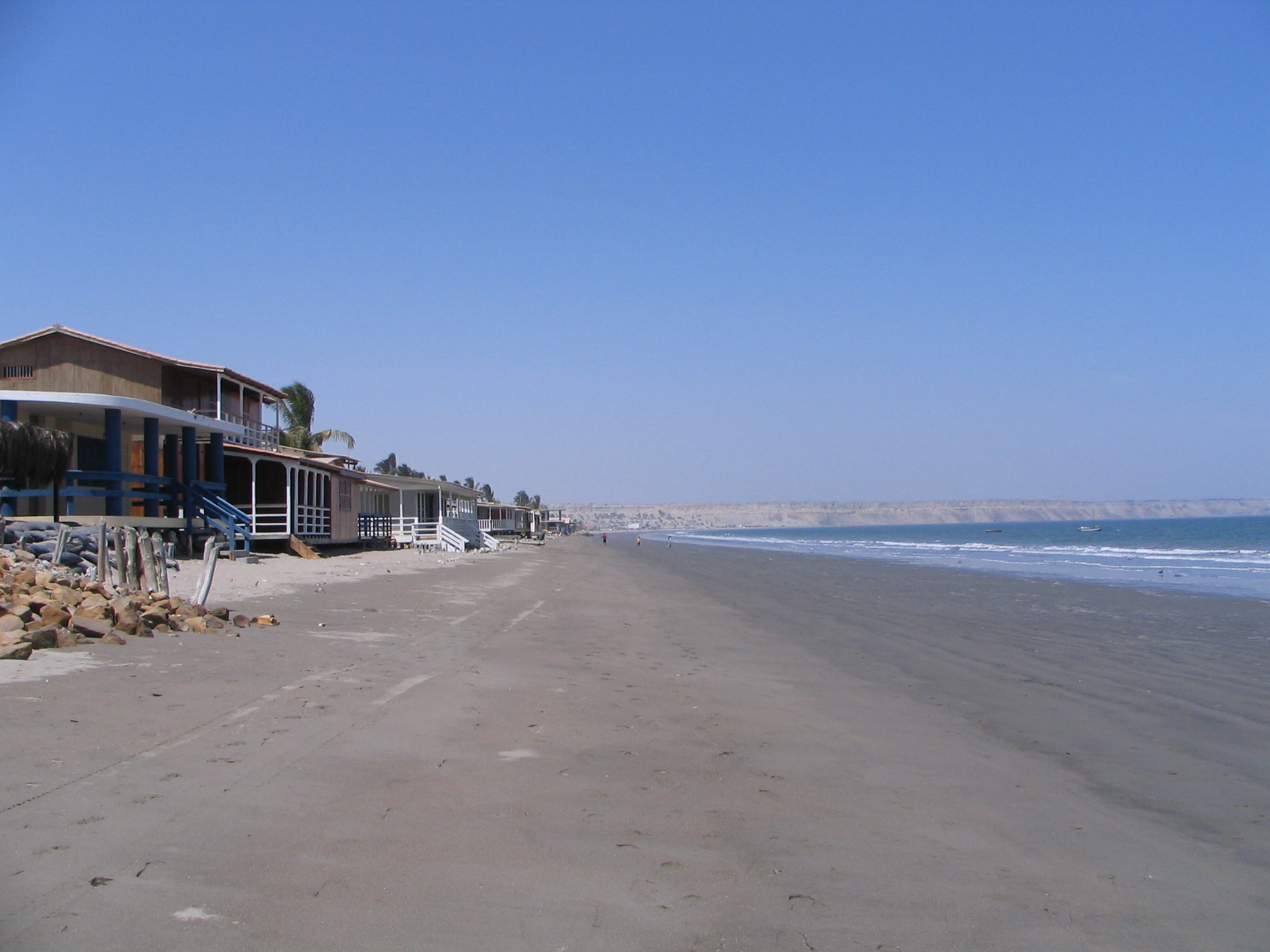
Balneario la Esmeralda de Colán.

Fue creado mediante un decreto sin número del 8 de octubre de 1840. Este distrito presenta una superficie total de 158.84 km², y se ubica sobre los 45 m s. n. m.
Desde el punto de vista jerárquico de la Iglesia católica, forma parte de la Arquidiócesis de Piura.

## Historia

### Colán prehispánico
Ha quedado plenamente demostrado a través de la ciencia arqueológica que el asiento geográfico que ocupa el hoy el distrito de Colán dentro de la provincia de Paita, tienen origen ancestral, pues en este medio se estableció la cultura Tallán que preservó sus costumbres aún iniciada la conquista española y se mantuvo durante la colonia, llegando hasta la República. Aún quedan rezagos de la organización prehispánica que existió.
Notable es la opinión sobre evidencias arqueológicas de Colán en su etapa prehispánica, basada en el estudio que hizo David H. Kelly. Dicho estudio indica: 
Período Colán: El yacimiento tipo es
- COLÁN NORTE 1, hay claramente una ocupación de este período en San Pedro Norte A 17b. La Alfarería más típica es una cerámica gruesa pulida a menudo con engobe anaranjado. La decoración más típica es un filete apliqué sencillo que divide una zona de engobe rojo de una zona con engobe blanco. No se ha encontrado ningún fragmento de cerámica incisa en

Colán Norte 1, y solo una en San Pedro Norte A 17b, en estos dos lugares encontramos fragmentos de vasijas con puntos blancos en una superficie interior pintada de rojo. Los filetes usados para separar o marcar la separación de la zona pintada de rojo, de la de blanco, se encuentran también en la Tortuga en alfarería muy similar y claramente pertenecen de una manera general a este período. Un fragmento inciso de la Tortuga, puede pertenecer a un diferente período de tiempo, o reflejar la rara presencia de incisión en el período Colán. Es posible que sólo indique una ligera diferencia temporal para el yacimiento como un todo del yacimiento Colán. No se ha analizado todavía un foso de prueba en Colán Norte 1, pero no ha revelado la
presencia de ninguna de las culturas reconocidas en la fecha, o desde entonces, si bien los análisis probablemente harán posible que el período Colán se desdoble en dos subdivisiones. La diferencia mayor entre estos yacimientos y un rasgo que alinea Colán con el período San Pedro, es la gran frecuencia de artefactos en piedra bruta de Colán Norte 1. Estos son
generalmente núcleos poco trabajados de uso muy incierto, cantos rodados bastante grandes, rotos a manera de dejar un bordo cortante o para raspar o centros de cuarzo golpeados en los terminales.
- Colán 1 es un grupo de más de 20 montículos de conchas, (conchales) situados en los bordes de una antigua (pero geológicamente reciente) laguna y la subsistencia debe haber sido debido a la pesca, ya que parece haber tenido un mayor énfasis en la pesca de conchas” (1). Creo es el mejor lugar para consignar que en el mapa político de la República de Panamá dentro de la Geografía correspondiente a LOS SANTOS, Península de Azuero, Océano Pacífico, existe un asentamiento denominado COLÁN que está rodeado, de izquierda a derecha, por los lugares siguientes: Bajo Corral, sArana, El Robillo, PUEBLO NUEVO, La Piñuela, Los Cabimos, El coro, La Sabaneta.

### Colán colonial
El Colán colonial abre sus puertas a la historia con la llegada de los españoles, encabezados por Francisco Pizarro en 1532, dando inicio a una dominación política y económica de casi tres siglos que terminó el año 1821 con la independencia del pueblo peruano.
Exponemos referencias puntuales dentro de los primeros momentos del Perú español que dice así: “…principal Colán que en el pueblo de Paita, tenía sesenta yndios, están bacos. Este grupo seguramente de pescadores, pese a vivir en Paita no formaba parte de dicho señorío y no sabemos si representaba un enclave o si su presencia se debía a la territorialidad discontinua
vigente en el ámbito andino” (Rostuorwski 1978:96).
“Otro cacique de Colán, estaba encomendado en Pedro Gutiérrez de los Ríos y junto con la mitad de Chiparra en la sierra tenían en total 400 tributarios. No es raro encontrar que un encomendero poseyera un grupo de costeños y que también disfrute de otro de serranos”.
“En una lista de encomenderos de Piura de 1549 figura un Baltasar de Carvajal con el repartimiento de “Yací y balle de Colán”, es posible que Yací y Lasilla fuese el pueblo de pescadores de Yasila, otorgado por cédula de Pizarro. Ambos rentaban 500 pesos al año”.
“Estas noticias aunque tempranas no contribuyen a conocer los límites del cacicazgo de Colán, ni su organización sociopolítica, pero muestran hasta que punto los españoles de esta primera época desmembraron los grupos étnicos, repartiendo a los curacas entre diversos encomenderos. Su falta de conocimiento del país y la gran demanda de otorgamiento de encomiendas motivaron a Pizarro a proceder a divisiones con frecuencia arbitrarias. Cualquier cacique subalterno, jefe de pequeños grupos fue considerado como señor de mayor categoría y un curacazgo resultaba dividido entre varios españoles. El sistema de desarticular las etnias por caciques, aunque fuesen pequeñas, es decir, con un sentido demográfico, motivó posteriormente un sin número de juicios por tierras entre indígenas y entre encomenderos”.
Otro documento (ADP Corregimiento, legajo 8, expediente 118, 1655) nos informa lo siguiente: “Acerca de Colán se tiene información que Bernardino Loayza por encargo de Toledo visitó Piura para establecer la tasa tributaria del mencionado pueblo que se hizo de la manera siguiente:
“…hubo en el ciento noventa y seis personas, los cincuenta y un yndios tributarios casados, viudos y solteros de diez y ocho hasta cincuenta años útiles para pagar tasa y tres viejos de cincuenta años arriba y cuarenta y tres mozos y muchachos de diecisiete años para bajo y se saca uno para cacique y reserva para tributo y quedaron cincuenta tributarios a los cuales les  fue tasado pagasen en todo un año lo siguiente…doscientos pesos ensayados en cada un año los ciento cincuenta y seis pesos y dos tomines en plata y los cincuenta y seis tomines de la dicha plata ensayada en cien aves de Castilla moderada cada una a seis granos, cave pagar a cada un indio en cada un año conforme a lo dicho cuatro pesos de la dicha plata y conforme a la dicha tasa paga cada uno tres pesos y un tomín en plata y los siete tomines restantes en cien tollos y dos aves de Castilla…al sacerdote que los doctrinase cuarenta y nueve pesos y tres tomines en plata ensayada los treinta y ocho y seis tomines de ellos en plata y los diez pesos y cinco tomines en cincuenta aves y mil tollos y para la fábrica de la iglesia de los dichos yndios…seis pesos…asimismo se saca en cada año…para salarios de las justicias veinte y cinco pesos…yten se saca para el cacique…ocho pesos de la dicha plata y los otros cuatro en cuatrocientos tollos y dieciséis aves de Castilla…” (Alcalá Sandoval: 1995-23).
La célebre Paula Piraldo muy ligada a Colán, dentro de la obra antes eferida, pág. 47, La Encomienda y Encomenderos de Piura, señala que la citada doña Paula “acumula en su poder los beneficios de 10 repartimientos, tanto en la sierra como en la Costa. Se traslada a la ciudad de Los Reyes donde va a residir y el cobro de sus tributos lo hará por medio de “cartas poder” desde
la capital del Virreinato.  Por ejemplo en el año 1644, revocó el poder dado al Licenciado Juan de Mori Alvarado, cura y vicario del pueblo de Catacaos quien cobraba en su nombre los tributos y nombró en su lugar a Antonio Gómez Buitrón, procurador de Causas del Número para que cobre de: “…su encomienda de Paita, Colán y Catacaos en los llanos y Huancabamba y los demás
pueblos que le tocan en la sierra y así mismo generalmente para que cobre otras cantidades de pesos y bienes xéneros y cosas de hacienda…”. 
“Pese a la confusión de las noticias pueden postularse como hipótesis que Colán y Paita tuvieron en tiempos prehispánicos una hegemonía política, con varios caciques menores reunidos bajo el señor principal”.
“A través de datos posteriores, sabemos que en 1718, el cacicazgo de Colán comprendía varios ayllus: el de Colán propiamente dicho, Camacho, Malacas, Nizama, Vitonera y unos mitmag o enclaves Guaura que, de acuerdo con los documentos de La Gasca, eran pescadores” (AGI, Audiencia de Lima 441).
“Los Colán vivían sobre todo de la pesca, de la explotación de sus salinas y del pastoreo de ganado menor”.

#### Andrés Duran
Hombre con vocación aventurera. Temerario como todos sus acompañantes en la hueste perulera. Valiente insigne a toda prueba. Nació en España el año 1484. Llegó a estas tierras del Perú secundando a Pizarro y Almagro en la acción conquistadora. Fue un amplio colaborador de ambos.
Con ellos profundizó su amistad en Panamá. Fue soldado convirto de su causa, sabía leer y escribir, lo que no era tan común en los castellanos conquistadores. Vino de la Ciudad de Panamá, en el tercer viaje, a la Conquista del Perú, pero previamente estuvo en Puerto Viejo, pacificando a los naturales de esa zona ecuatoriana.
Llegó a Tumbes, luego a Poechos y después a Tangarará con el gobernador extremeño, hallándose como testigo ocular en la fundación de nuestra ciudad de San Miguel. Don Andrés Durán es el segundo Alcalde Ordinario que tuvo la ciudad de San Miguel, primero fue Blas de Atienza, y cuyo cargo lo ejerció a partir del año 1534, según hemos podido verificar en las siguientes fuentes de consulta: Protocolo Ambulante o Libro Becerro de escrituras existente en el Archivo General de la Nación con sede en Lima; Información hecha a petición del Mariscal Almagro contra el Adelantado Pedro de Alvarado, por haberse introducido en esta Gobernación, que aparece en la Sección de Patronato, Legajo 185, ramo 1 del Archivo General de Indias; Palabras Iniciales del Libro del Cabildo de la ciudad de San Miguel de Piura Años 1737 a 1748, por Ricardo Vegas García; y Gobernantes de San Miguel de Piura durante la Colonia, ensayo de Enrique del Carmen Ramos, publicado en el diario El Tiempo, de Piura, Edición Especial del 15 de julio de 1982.
No se sabe en qué momento inició su labor cabildante, posiblemente desde que nació el ayuntamiento sanmiguelino, pero sí con certeza el año 34. Siempre en compañía de Almagro viajó en 1534 a Quito donde no sólo presenció la edificación de la hoy Capital de la República del Ecuador sino que vio con sus propios ojos que el Mariscal envió al Capitán Francisco de Pacheco "con cierta gente a pacificar e poblar el dicho Puerto Viejo". Es conocido por la historia de la conquista que el Teniente Gobernador de San Miguel después de muchos sacrificios logró fundar la villa de Guayaquil. Estuvo perfectamente enterado de la invasión intentada por Pedro de Alvarado a quien según la propia manifestación de Durán conoció a éste en San Miguel y no estuvo de acuerdo con la vocación usurpadora del Gobernador de Nicaragua contra la Gobernación de Pizarro.
Es certero que Durán marchóse hacia el Norte cuando ya desempeñaba el cargo de burgomaestre sanmiguelino, pues según un documento existente en el Archivo General de la Nación, con sede en Lima, fechado el 30 de abril de 1534, ya figuraba como Alcalde de la ciudad de San Miguel, en su primer asiento de Tangarará. I si esto fuera poco en el asiento 158 del Libro
Becerro de Escrituras, que reúne una serie de instrumentos notariales, aparece que en San Miguel el 26 de mayo yo del 34 actúa como testigo instrumental "el Alcalde de la ciudad Andrés Durán", quien además firma "a ruego de Almagro" que como sabemos era iletrado. A mediados de octubre del 34 después de retornar de Quito a San Miguel el alcalde Durán registra su testimonio en el expediente sumario abierto a petición de Almagro contra el Adelantado Pedro de Alvarado.
De ambos documentos se deduce el grado de confianza que sobre Durán depositaron los dos grandes hombres de la Conquista del Imperio Incaico y en gratitud a sus servicios se hizo merecedor a la encomienda de Posechos (Poechos) cuyo territorio, con indios tributarios, proporcionalmente perteneció a Juan de Santiago y Francisco de Lucena que también celebraron contratos que obran en dicho Libro Becerro de Escrituras y que es casi seguro presenciaron el nacimiento de la ciudad de San Miguel puesto que los repartos con preferencia se otorgaban a Conquistadores de probados méritos dentro de la acción conquistadora del Perú; Ver la Ordenanza de Tambos y Caminos Reales, expedida en el Cusco el 1 de julio de 1543.
El perulero que nos ocupa fue un distinguido conquistador con impecable fojas de servicio por eso se le designa la encomienda de Colán para su administración. Pues, hay evidencia que “También existían unos Colán pescadores” otorgados por cédula del marqués a Andrés Durán, uno de los primeros alcaldes de San Miguel y encomendero de Colán y de Maycabilca, quien además
poseía por cédula de Vaca de Castro un cacicazgo de la sierra”. En 1549 Durán había fallecido y los naturales de su encomienda estaban vacos. El monto de su tributo ascendía a 300 pesos”. El año 1561 la encomienda estaba en poder de Juan Méndez. 
También hay otra referencia que corresponde a fines del siglo XVI, que dice así: “El pueblo de San Lucas de Colán que tiene 163 indios tributarios y 632 personas encomendados en diferentes personas”.
No cabe la mínima duda que Almagro al partir definitivamente de la ciudad de San Miguel, en octubre del 34, decidió trasladar como en efecto trasladó la naciente villa al Cerro de Pilán, donde la repobló con un grupo de hidalgos, la dejó establecida con su muy noble Teniente Gobernador don Juan de Coto y su Cabildo encabezado por Durán.
Andrés Durán es un valeroso conquistador olvidado por nuestro pueblo que ahora a inicios del siglo XXI debe recordarlo. Es oportuno rescatemos su vida y su memoria por el gran significado histórico que, con legítimo derecho, le concede su condición de haber sido el segundo Alcalde de San Miguel de Piura, después de Blas de Atienza. Es obligación moral nuestra recordar su trabajo edil y perpetuar su nombre en el bronce imperecedero del recuerdo.

## División administrativa
El distrito contiene las siguientes localidades:
- Colán
- Puerto Pizarro
- Las Arenas de Colán El Tablazo
- La Bocana
- Pueblo Nuevo de Colán
- La Esmeralda
- Nuevo Paraíso

## Autoridades

### Municipales
- 2015-2018[2]
  - Alcalde: Pascual Vílchez Cárcamo, del Movimiento Regional Seguridad Y Prosperidad (SyP).
  - Regidores: Francisco Rubén Ayala Mendoza (SyP), Mariano Santos Morales Bernal (SyP), Eduardo Faustino Martínez Pardo (SyP), Lourdes del Pilar Herrera Chiroque (SyP), Víctor Raúl Marquezado Coronado (Somos Perú).
- 2011-2014[3]
  - Alcalde: Luis Reymundo Dioses Guzmán, del Partido Democrático Somos Perú(SP).[4]
  - Regidores: Francisco Vidal Morán Peralta (FPP), Maráa Elena Silva Reyes (SP), Vidal Arguello Gómez (SP), José Carlos Villegas Chunga (SP), Adolfo Ayala Chinga (Fuerza Provincial Paiteña).

### Policiales
- Comisario: Capitán PNP .

### Religiosas
- Arquidiócesis de Piura[5]
  - Arzobispo: Mons. José Antonio Eguren Anselmi SCV.[6]
- Parroquia  
  - Párroco:

## Atractivos turísticos
En Piura, este balneario, cuyo verdadero nombre es la Esmeralda de Colan, por el color que tienen sus aguas la mayor parte del verano, es famoso por el dicho el sol de Colan y la luna de Paita que hace alusión a las hermosas puestas de sol del balneario y a la magnífica luna del puerto.
En Colán se puede encontrar la iglesia de San Lucas, fundada en 1536 por los dominicos, lo que la convierte en la iglesia católica más antigua del Perú.
También es una magnífica playa para divertirse en toda la familia en verano. Posee muchos hoteles y restaurantes.
El Mirador Turístico y las tres cruces, donde se aprecia la majestuosidad del hermoso Valle del Chira.